# 夏侯雅伯
夏侯雅伯（荷蘭語：Jakob Gijsbert "Jaap" de Hoop Scheffer，荷蘭語發音：[ˈjaːb də ˈɦoːp ˈsxɛfər] ⓘ；直译雅各布·海斯贝特·“亚普”·德霍普·斯海弗，1948年4月3日—），荷兰已退休的政治人物，前任北大西洋公约组织秘书长。
1997年－2001年任荷兰基督教民主呼籲黨領袖，2002年－2003年任荷兰外交大臣。
2004年－2009年任北大西洋公约组织秘书长，於2009年8月被安諾斯·福格·拉斯穆森接替。